# Авіапошта (фільм, 1925)
«Авіапошта» (англ. The Air Mail) — американська пригодницька мелодрама режисера Ірвіна Віллата 1925 року.

## Сюжет
Расс Кейн з метою пограбування влаштовується пілотом у компанію по перевезенню авіапошти. Під час льотних тренувань він переймається духом цієї романтичної роботи і забуває про свої початкові плани. Здійснивши вимушену посадку в околицях невеликого містечка, Расс знайомиться з красунею Еліс Рендон. Її батькові-інваліду потрібна термінова медична допомога, і Расс, усунувши неполадки в літаку, обіцяє повернутися та привезти ліки. Тримаючи слово, він разом зі своїм приятелем Сенді поспішає на допомогу дівчині.
Під час польоту Расс піддається нападу з боку двох літаків, що належать зграї контрабандистів, які перевозять по повітрю наркотики. Сенді рятує мішки з поштою, зістрибнувши на землю з парашутом, а Расс майстерно відводить ворожі літаки за собою, після чого вони зазнають краху. Приземлившись, він виявляє, що трьом контрабандистам вдалося вижити і вони захопили в заручники сімейство Рендон. Рассу вдається перемогти їх і передати в руки правосуддя, а нагородою йому стає любов та вдячність Еліс.

## У ролях
- Ворнер Бакстер — Расс Кейн
- Біллі Дав — Еліс Рендон
- Джордж Ірвінг — Пітер Рендон
- Дуглас Фербенкс-молодший — Сенді
- Мері Брайан — Мінні Вейд
- Річард Такер — Джим Кронін
- Гай Олівер — Білл Вейд
- Лі Шамвей — Скотті
- Джек Байрон — Рене Ленуар
- Джон Вебб Діллон — Дональд МакКі
- Ллойд Вітлок — Спек